# Condado de Pittsburg
O Condado de Pittsburg é um dos 77 condados do estado americano do Oklahoma. A sede do condado é McAlester, que é também a sua maior cidade.
O condado tem uma área de 3569 km² (dos quais 186 km² estão cobertos por água), uma população de 43 953 habitantes, e uma densidade populacional de 13 hab/km² (segundo o censo nacional de 2000). O condado foi fundado em 1907. O seu nome provém da cidade de Pittsburgh, na Pensilvânia, origem dos primeiros colonos da região.

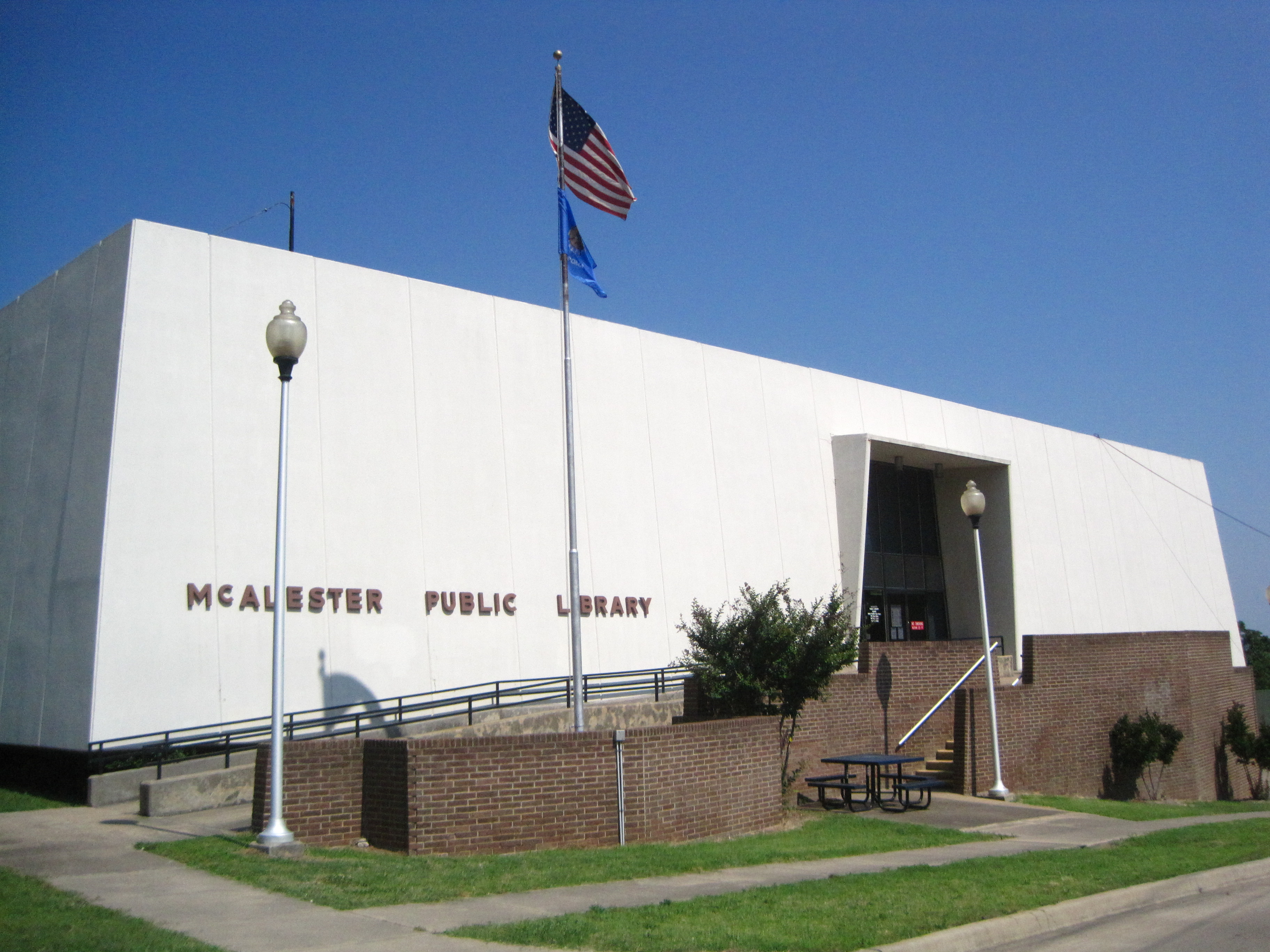
A biblioteca pública em McAlester, sede do condado de Pittsburg, Oklahoma.